# 提姆·范恩·派頓
提摩西·「提姆」·范恩·派頓（Timothy "Tim" Van Patten，1959年6月10日—）是一名美國電視劇導演、演員、編劇和製片人。他曾執導《酒私風雲》、《黑鏡》、《死木》、《艾德》、《權力遊戲》、《雷霆戰海》、《權慾帝都：羅馬》、《色慾都市》、《人在江湖》和《火線重案組》。
作為一個演員，他最著名的角色大概是《The White Shadow》中的Mario "Salami" Pettrino。他還在《学校风云》中飾演惡棍青年Peter Stegman和《The Master》中飾演Max Keller。

## 個人生活
范恩·派頓出生在紐約的布魯克林，在紐約的馬薩皮誇長大。他是迪克·范恩·派頓和喬伊絲·范恩·派頓的同父異母兄弟，也是文森·范恩·派頓和塔利亞·巴爾薩姆的舅父。他在1977年畢業於馬薩皮誇高中，與音樂家布萊恩·塞澤和足球運動員布萊恩·巴丁傑在同一班級。

## 外部連結
- Tim Van Patten在互联网电影资料库（IMDb）上的資料（英文）
- 在美国电视档案馆上的Timothy Van Patten採訪視頻